# Lydia Burns

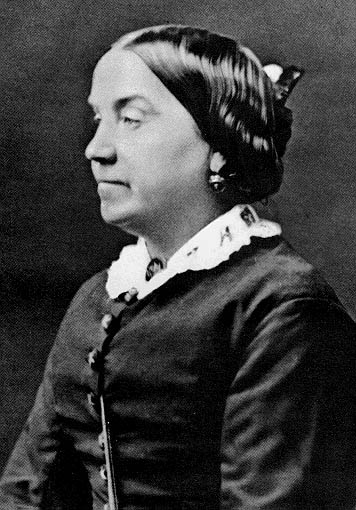
Lydia (Elizabeth) Burns. Fotografie von William Hall & Son., Brighton 1877

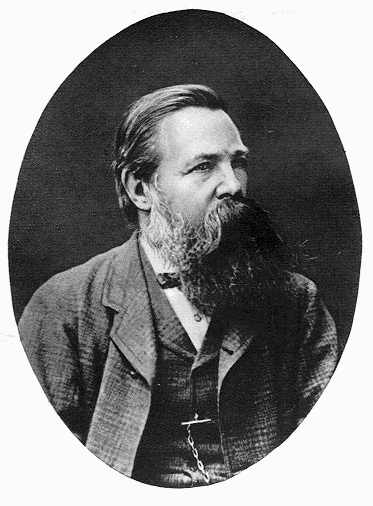
Friedrich Engels. Fotografie von William Hall & Son., Brighton 1877

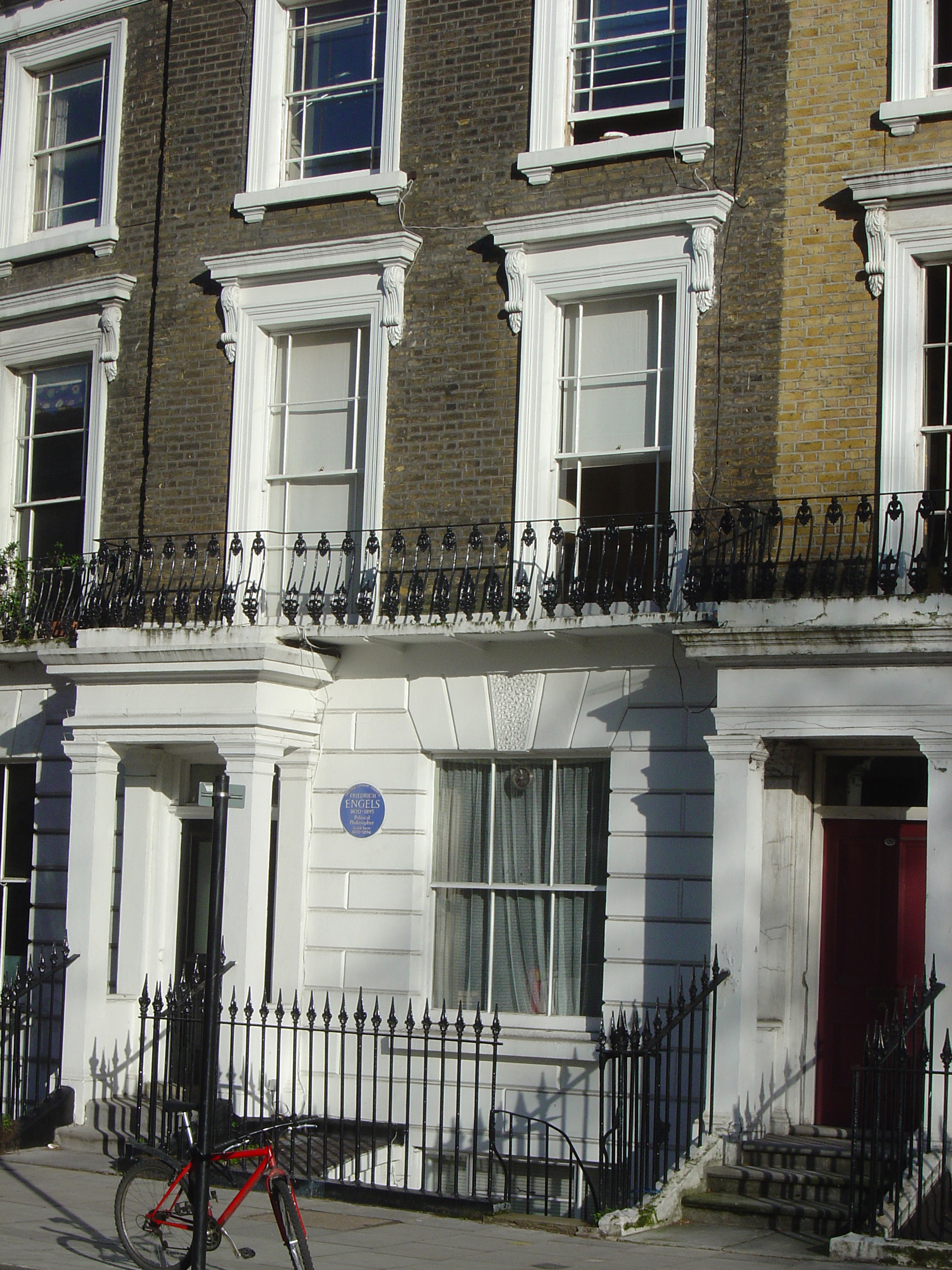
Lydias Sterbehaus. 122, Regent’s Park Road, London N. W.

Lydia Burns (genannt Lizzy) (geboren am 6. August 1827 in Manchester; gestorben am 12. September 1878 in London), war eine irische Baumwollspinnerin und Ehefrau von Friedrich Engels. Sie war die jüngere Schwester von Mary Burns, die mit Engels liiert und nach der allgemein geltenden Auffassung auch bis zu ihrem Tod im Jahr 1863 verheiratet war. Beide Schwestern lebten zeitweise gemeinsam mit Engels in einem Haushalt in Manchester. Engels heiratete sie am 11. September 1878, einen Tag vor ihrem Tod.

## Leben
Lydia Burns war die Tochter des Färbers Michael Byrne (geb. um 1790 in Irland) und seiner Frau Mary, geb. Conroy. Burns hatte drei Schwestern: Mary (* 29. September 1821), Ann (* 14. Juni 1824) und Bridget (* 23. September 1826).
Wilhelm Pieper, Marx’ Sekretär, dokumentiert im Dezember 1850, dass Engels mit Mary und Lydia Burns in Verbindung stehe.
In der Volkszählung vom April 1861 werden im Hause „Rial Street Nr. 7“ in Manchester Mary Boardman („Frau eines Geschäftsreisenden“) und ihre Schwägerin Elizabeth Byrne gezählt.
Am 18. September 1867 wurden führende Vertreter der Fenier in Manchester befreit. Es wird vermutet, dass Lydia Burns den Flüchtigen half. Eleanor Marx schrieb am 2. Juni 1869 an ihre Eltern Karl Marx und Jenny Marx: „Gestern waren Mrs. Burns und ich auf dem Markt, und Mrs. Burns zeigte mir den Stand, wo Kelly Töpfe verkaufte und das Haus, in dem er gewohnt hat. Es war wirklich spaßig, Mrs. Burns hat mir eine Menge lustiger Geschichten über «Kelly und Daisy» erzählt, die sie sehr gut gekannt hat, sie hat nämlich bei ihnen verkehrt und hat sie manchmal drei- oder viermal in der Woche besucht.“
Auf einer Reise nach Heidelberg, um gemeinsam mit Friedrich Engels für ihre Nichte Mary Ellen Burns eine Höhere Mädchenschule (Mädchenlehranstalt) zu finden, um diese unterzubringen, meldete die „Heidelberger Zeitung“ vom 1. November 1875: „Prinz Karl. Engels und Frau und Fräulein Burns aus London“ gestern angekommen. Ende Februar bis Mitte März 1877 hielten sich Engels und Lydia Burns im englischen Seebad Brighton auf. Dort wurden auch Fotografien der beiden von dem Fotografenatelier „William Hall & Son, 80, West Street“ aufgenommen. Im Juli 1877 weilte Lydia zur Kur in Ramsgate. Jenny Marx besuchte sie dort.
Am Abend des 11. September 1878 eilte Engels zur St. Mark's-Kirche in der Nähe seines Wohnhauses, um Pfarrer W. B. Galloway herbeizuholen. Nach schwerer Krankheit wollte Burns ihren langjährigen Lebensgefährten Engels im Sterbebett noch ehelichen. Am nächsten Tag verstarb Lydia Engels. Jenny Marx kondolierte Friedrich Engels am 12. September 1878 aus Malvern: „Ich kann Ihnen nicht sagen wie sehr uns alle die Trauerbotschaft ergriffen hat. Wir wußten seit Wochen, seit Monaten, daß es so kommen würde und dennoch kann man sich nicht so schnell an den Gedanken gewöhnen. wie bedauere ich sie, wie wird Ihnen Ihr «lass» all überall fehlen. Ich selbst werde sie nie vergessen und stets in liebendem Gedenken bewahren. wie gut, wie teilnehmend sie stets gegen mich war, in all den Zeiten der Sorgen und Quälereien, mit welch’ richtigem Takt sie alle Verhältnisse auffaßte, mit welch’ besonderer Intelligenz sie Menschen beurteilte, das alles wird mir stets eingedenk sein.“
Engels zeigte den Tod seiner Frau im deutschen sozialdemokratischen „Vorwärts“ an. Lydia Engels wurde auf dem römisch-katholischen Friedhof der Kirche St Mary’s in Nordwestlondon beerdigt. Auf dem Grabstein ließ Engels die Worte „In memory of Lydia, wife of Frederick Engels born August 6th, 1827 died September 12th 1878 R.I.P.“ unter einem keltischen Kreuz anbringen.
Paul Lafargue schreibt in seinen Erinnerungen an Friedrich Engels über Lydia Burns: „Seine Gattin, von irischer Abstammung und eine heißblütige Patriotin, stand in fortgesetzter Verbindung mit Irländern, deren es in Manchester sehr viele gab, und war stets auf dem laufenden über ihre Komplotte; mehr als ein Fenier fand Unterkunft in ihrem Hause und ihr verdankte es der Führer des Handstreichs, der die zum Tode verurteilten Fenier auf dem Wege zum Galgen befreien wollte, daß er der Polizei entwischen konnte.“

## Belege
1. ↑  Erstmals veröffentlicht von Walther Victor 1937. ( V. W.: Erinnerungen an Friedrich Engels. Die drei letzten Frauen im Hause „Generals“.)
2. ↑  Ein Original befindet sich im IISG, Amsterdam. Signatur (SPD) BG A2/968.
3. ↑  Ein Original befindet sich z. B. im IISG, Amsterdam. Signatur BG C1/493.
4. ↑  Fotografie des Grabsteins. 1937 von Walther Victor aufgenommen. (Abbildung in: Walther Victor: Kehre wieder über die Berge. Eine Autobiographie, nach S. 240.)
5. ↑  Faksimile der „Certified Copy of an Entry of Death 199-1878“. (Harald Wessel: Hausbesuch bei Friedrich Engels. Eine Reise auf seinem Lebensweg, S. 141.)
6. ↑  Faksimile des Heiratseintrages vom 26. April 1821. (Roy Whitfield: Friedrich Engels in Manchester. The Search for a Shadow, S. 86.)
7. ↑  „Table C“. (Roy Whitfield: Friedrich Engels in Manchester. The Search for a Shadow, S. 87.)
8. ↑  „Was machen die Irländerinnen?“ (Wilhelm Pieper an Engels. 16. Dezember 1850. Marx-Engels-Gesamtausgabe. Abteilung III. Band 3. Berlin 1981, S. 703.)
9. ↑  Zu der Identität von Friedrich Engels mit „Frederick Boardman“ siehe den Aufsatz von Roy Whitfield von 1980: Die Wohnorte Friedrich Engels’ in Manchester von 1850–1869.
10. ↑  Paul Rose: The Manchester Martyrs. The story of a Fenian Tragedy. Lawrence and Wishart, London 1970, S. 81.
11. ↑  Thomas Joseph Kelly (6. Januar 1833 – 5. Februar 1908). Irischer Revolutionär und einer der Leiter der Irish Republican Brotherhood (Fenier)
12. ↑  Timothy Deasy. Irischer Revolutionär und einer der Leiter der Irish Republican Brotherhood (Fenier).
13. ↑  Am 18. September 1867 wurde versucht die beiden zu befreien. Die Täter gingen als ‚Manchester Märtyrer‘, in die Geschichte ein.
14. ↑  Eleanor Marx an Karl und Jenny Marx. 2. Juni 1869. In: Die Töchter von Karl Marx. Unveröffentlichte Briefe. Aus dem Französischen und aus dem Englischen von Karin Kersten und Jutta Prasse. Ediert von Olga Meier. Kiepenheuer & Witsch, Köln 1981. ISBN 3-462-01432-3. S. 51–52.
15. ↑  Manfred Schöncke und Rolf Hecker: Eine Fotografie von Helena Demuth? Zu Engels’ Reise nach Heidelberg 1875. In: Marx-Engels-Jahrbuch 2004. Akademie Verlag, Berlin 2005. ISBN 3-05-003323-1, S. 212.
16. ↑  „Ich kam gestern glücklich in Ramsgate an und wurde von Ihrer Frau so freundlich und liebenswürdig empfangen, daß ich Ihnen gleich ein paar Zeilen über sie schreiben muß.“ Jenny Marx an Friedrich Engels. Ca. zwischen dem 4. und dem 11. Juli 1877. (Rolf Hecker, Angelika Limmroth (Hrsg.): Jenny Marx. Die Briefe, S. 525.)
17. ↑  Tristram Hunt: Friedrich Engels. Der Mann, der den Marxismus erfand. Berlin 2012, S. 357.
18. ↑  Jenny Marx an Engels. 12. September 1878. (Rolf Hecker, Angelika Limmroth (Hrsg.): Jenny Marx. Die Briefe, S. 539.)
19. ↑  „Meinen Freunden in Deutschland zeige ich hiermit an, daß meine Frau Lydia, geb. Burns, mir in der verflossenen Nacht durch Tod entrissen wurde. London, 12. September 1878. Friedrich Engels.“ (Vorwärts, Leipzig Nr. 110 vom 18. September 1878, S. 4 Spalte 3).
20. ↑  Yvonne Kapp: Eleanor Marx. Family Life (1855–1883), S. 192.
21. ↑  Walther Victor: Kehre wieder über die Berge. Eine Autobiographie, S. 237 und nach S. 240. (Foto des Grabsteins)
22. ↑  Mohr und General. Erinnerungen an Marx und Engels. Dietz Verlag, Berlin 1965, S. 477–478
23. ↑  S. 10–11 und das Kapitel „Lizzie“, S. 111–118.
24. ↑  Das ist Walther Victor.
25. ↑  Faksimiledruck in: Heinz Willmann: Geschichte der Arbeiter-Illustrierten Zeitung 1921–1938. Dietz Verlag, Berlin 1975, S. 348–349.
26. ↑  Gibt im Wesentlichen Roy Whitfields Angaben aus: Die Wohnorte Friedrich Engels’ in Manchester von 1850–1869 wieder.
27. ↑  Stellt klar, dass Harald Wessel keineswegs in Bezug auf Engels „offizielle“ bzw. „offizielle Adressen“ im Recht wäre.

| Personendaten    | Personendaten                                                                      |
| ---------------- | ---------------------------------------------------------------------------------- |
| NAME             | Burns, Lydia                                                                       |
| ALTERNATIVNAMEN  | Byrne, Elizabeth; Burns, Lizzy (Kosename); Burns, Lizzie (Kosename); Engels, Lydia |
| KURZBESCHREIBUNG | irische Baumwollspinnerin und Ehefrau von Friedrich Engels                         |
| GEBURTSDATUM     | 6. August 1827                                                                     |
| GEBURTSORT       | Manchester                                                                         |
| STERBEDATUM      | 12. September 1878                                                                 |
| STERBEORT        | London                                                                             |